# Ludwig Salvator von Österreich-Toskana

Erzherzog Ludwig Salvator von Österreich-Toskana (um 1875)

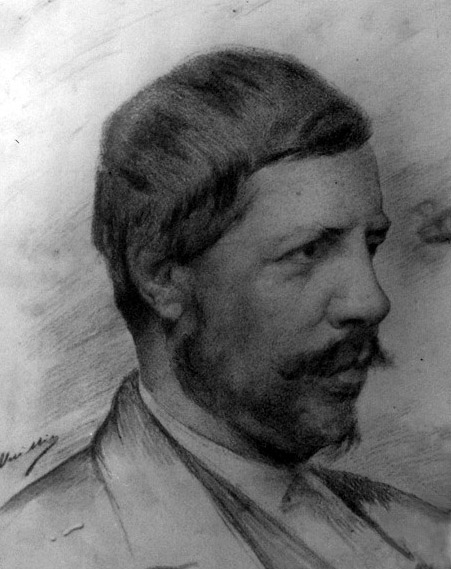
Ludwig Salvator

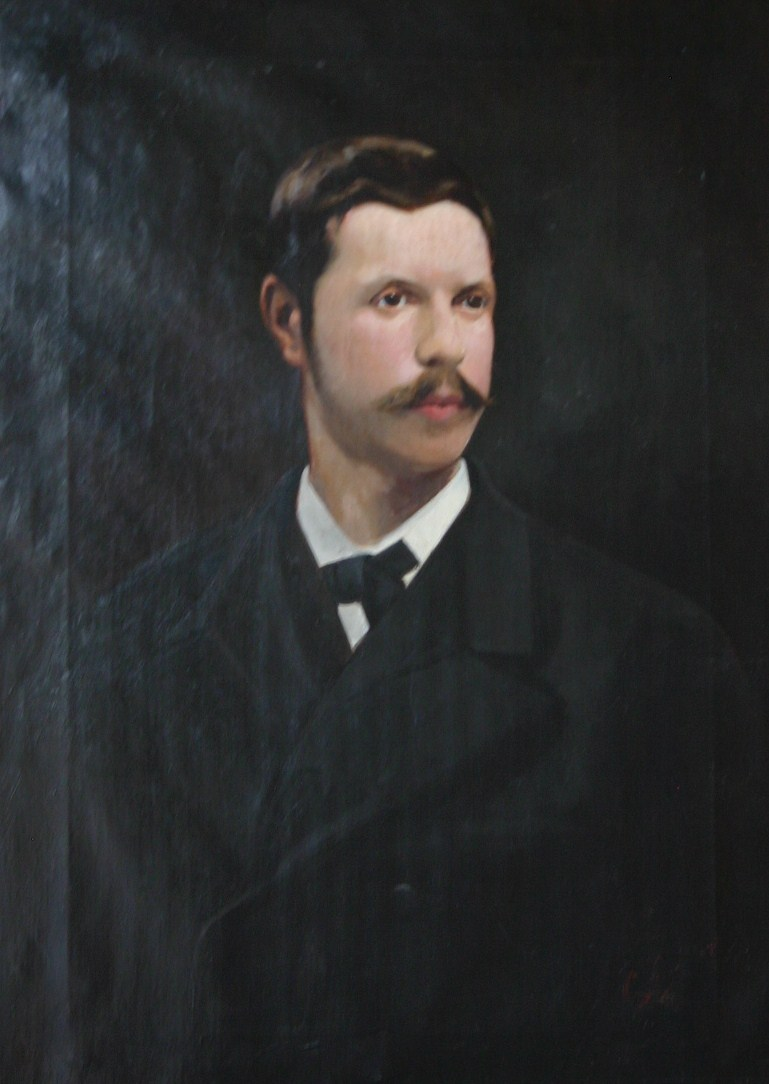
Bild aus Son Marroig

Ludwig Salvator (* 4. August 1847 in Florenz, Großherzogtum Toskana; † 12. Oktober 1915 in Brandeis, Österreich-Ungarn) war Erzherzog von Österreich und Prinz von Toskana. Er ist heute vor allem durch seine naturwissenschaftlichen und landeskundlichen Studien des Mittelmeerraums bekannt.

## Leben und Wirken

### Werdegang
Ludwig Salvator war der zweitjüngste Sohn des regierenden Großherzogs der Toskana, Leopold II., und seiner Gemahlin Maria Antonia von Neapel-Sizilien. Als Spross des toskanischen Zweiges des Hauses Habsburg-Lothringen (er war ein Ur-Enkel von Kaiser Leopold II. über dessen zweiten Sohn Ferdinand III. von der Toskana. Dessen Sohn war dann Ludwigs Vater) genoss er eine liberale Erziehung. Statt mit höfischer Etikette beschäftigte sich der junge Erzherzog lieber mit dem Studium der Natur und mehrerer Sprachen sowie mit seinem Schimpansen „Gorilla“.
1859 musste die zuletzt unbeliebt gewordene großherzogliche Familie aufgrund des Risorgimento und der österreichischen Niederlage bei Solferino Florenz verlassen – das Großherzogtum Toskana wurde 1860 von Sardinien-Piemont annektiert. Ludwig Salvator lebte nun mit seinen Eltern auf Schloss Brandeis bei Prag.
Bald erkannte er, dass er nicht zu einer Beamtenlaufbahn oder Militärkarriere berufen war, sondern zum Forschungsreisenden. Im Spätherbst des Jahres 1876 erwarb er in Zindis bei Muggia südlich von Triest ein Landhaus mit dazugehörigen Ländereien, das bis 1914 sein ständiger Sommerwohnsitz war.
Als 1914 der Erste Weltkrieg begann, musste Ludwig Salvator auf Befehl seines Cousins, Kaiser Franz Joseph I., Zindis verlassen und auf Schloss Brandeis bei Prag zurückkehren. Dort gab der bereits sterbenskranke Erzherzog – er litt an Elephantiasis – sein letztes Werk Zärtlichkeitsausdrücke und Koseworte in der friulanischen Sprache heraus (furlanisch Magari un pagnut in dìe vuarê-si ben, benedete! ‚Ein Stück Brot täglich ist auch genug, wenn man nur einander liebt, mein Schatz!‘).

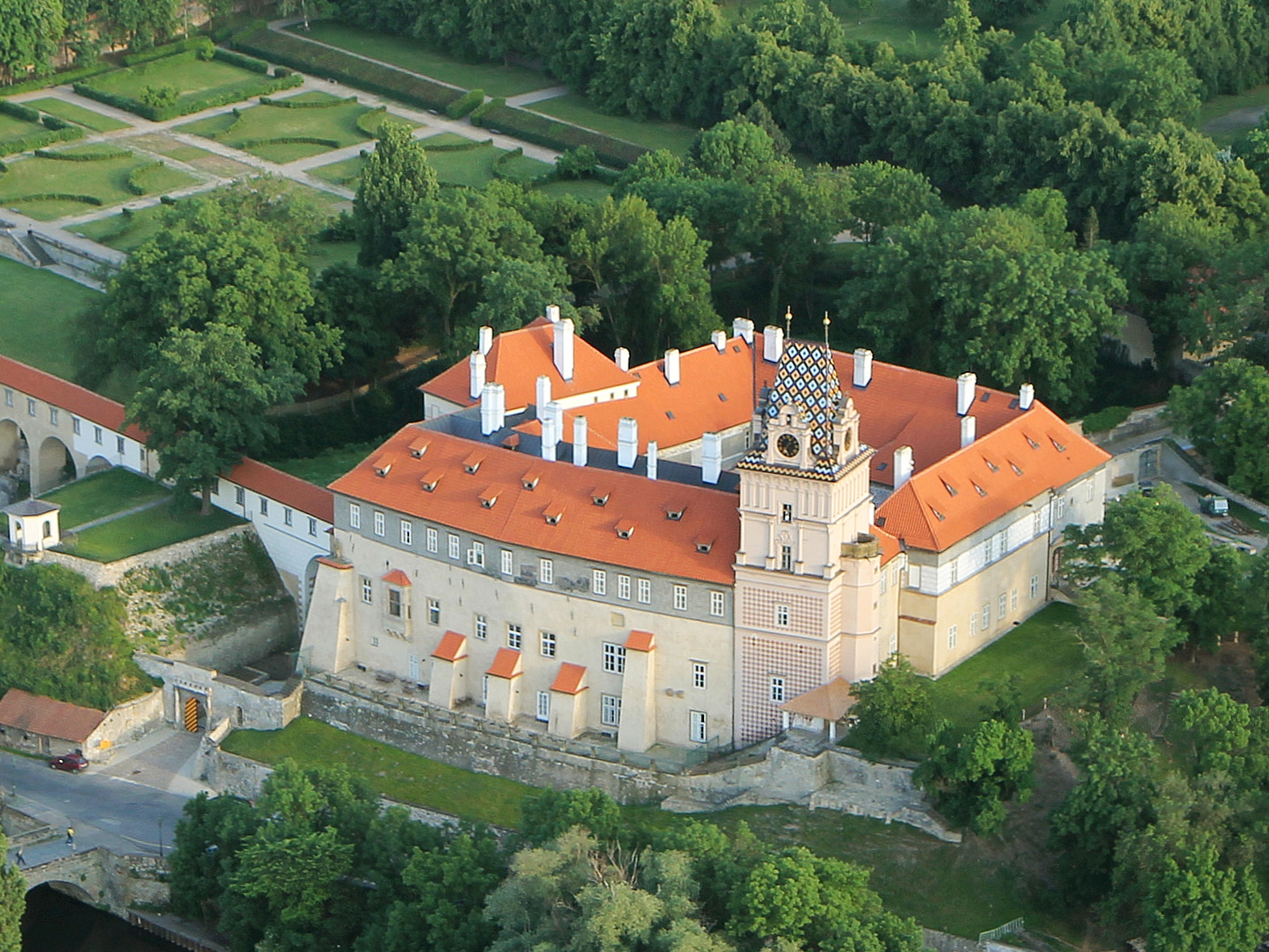
Schloss in Brandeis (heute Brandýs nad Labem, Tschechien), wo Ludwig Salvator nach seinem Exil aus der Toskana bis zu seinem Tod lebte.

Am 12. Oktober 1915 starb Ludwig Salvator auf Schloss Brandeis. Anstatt auf seinem Landgut Miramar, „wo die Sonne mit ihrem goldenen Licht seinen Grabhügel überflutet“ hätte, ruht der „Diogenes aus fürstlichem Geschlecht“, wie der spanische Dichter Unamuno ihn einmal genannt hat, nun in einer Nische der Kapuzinergruft in Wien.

### Seereisen

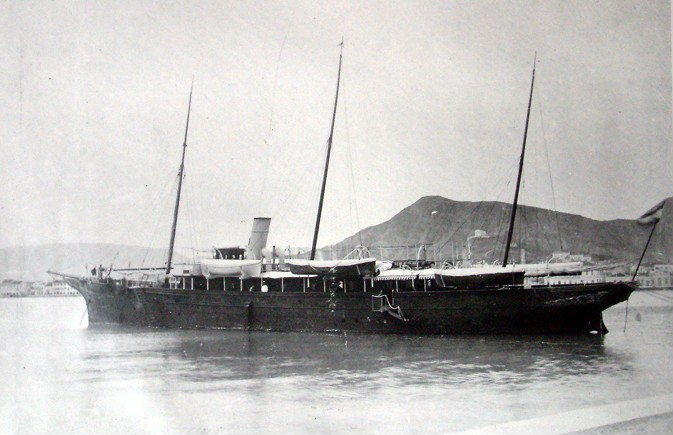
Ludwig Salvators Yacht Nixe II

Zahlreiche Reisen in seiner Jugend hatten in Ludwig Salvator die Sehnsucht nach dem Meer und südlichen Ländern geweckt. Also „beurlaubte“ ihn der Kaiser, und 1867 begab sich Ludwig erstmals unter dem Pseudonym „Ludwig Graf Neudorf“ zu naturwissenschaftlichen Studien auf die Reise zu den Balearen. Die Hauptinsel Mallorca und ihre Bewohner beeindruckten ihn so sehr, dass er drei Jahre später auf die Insel übersiedelte.
Als Besitzer des „Kapitänspatentes der langen Fahrt“ erwarb er die Dampfsegelyacht Nixe (1872 Stapellauf, am 28. Februar 1873 Probefahrt und Einweihung,) das er als sein eigentliches Zuhause nutzte.

„Der Wandertrieb ist dem Menschen angeboren. Nur die so genannte Zivilisation, die vielen Pflichten, die sich der Mensch auferlegt, brachten ihn zum sesshaften Leben und auf keine Weise kann man diesem natürlichen Instinkt so nachgehen, wie mit Hilfe der Jacht. Man kann die eigene Arbeit, sei sie literarischer, sei sie künstlerischer, sei sie wissenschaftlicher Art, an Bord haben, mit allen hierzu erforderlichen Hilfsmitteln sich derselben tätigst widmen und dabei doch von Zeit zu Zeit das Auge mit neuen Bildern ergötzen, ich möchte sagen zugleich auch den Geist damit erfrischen. Durch neue Spaziergänge, durch neue Ausfahrten wird ein Mittel zum Ausruhen während der Arbeit geschaffen, was man bei einem festen Wohnsitz vergeblich suchen würde.“

Mit der Nixe bereiste Ludwig Salvator jahrzehntelang das Mittelmeer, meist in Begleitung von etwa 20 Personen sowie Hunden, Katzen, Vögeln, Affen und anderen Tieren, sodass Zeitgenossen das Schiff spöttisch als „Arche Noah“ bezeichneten. Die bunt zusammengewürfelte Reisegesellschaft des Erzherzogs erregte in den Häfen stets großes Aufsehen.
Neben der Schifffahrt galt sein besonderes Interesse der wissenschaftlichen Erforschung unbeachteter Inseln und Küstenstriche. Dazu hatte er einen etwa 100 Seiten umfassenden Fragebogen mit der Bezeichnung Tabulae Ludovicinae entworfen, den er bei der Ankunft im jeweiligen Zielgebiet gebildeten ortsansässigen Personen, etwa dem Bürgermeister, Arzt, Lehrer, Richter und Pfarrer, übergab, mit der Bitte, möglichst viele und genaue Daten über ihre Arbeits- und Wissensgebiete zu sammeln, die er danach gemeinsam mit seinen Mitarbeitern auswertete. Ludwig Salvator begab sich in Begleitung seines mallorquinischen Sekretärs Don Antoni Vives und ortskundiger Führer oft auf ausgedehnte Wanderungen, wobei er die Landschaft, Flora, Fauna, Bevölkerung und Kultur seiner Aufenthaltsorte in allen Details beschrieb. Mit dabei hatte er stets ein kleines Tuschefässchen in der Form eines Globus, Feder und Papier. So entstand eine Fülle von Zeichnungen, die seine Beschreibungen ergänzten. Aus diesen Daten stellte Ludwig Salvator umfangreiche Manuskripte zusammen, die er auf eigene Kosten beim Prager Verleger Mercy in Form aufwändig gestalteter Bücher drucken ließ. Meist nur in einer Auflage von 500 Stück gefertigt, verschenkte er diese bibliophilen Raritäten an Freunde, Mitarbeiter und sonstige an seiner Arbeit interessierte Personen und Institutionen. Durch den bekannten Reiseverleger Leo Woerl (1843–1918), der auch Ludwig Salvators erste Biographie verfasste, gelangten einige der Arbeiten des Prinzen in den Buchhandel.
Ludwigs wissenschaftliche Werke fanden rasch internationale Anerkennung, er bekam Diplome und Ehrenmitgliedschaften diverser Akademien und Institutionen. Seinem engen Freund Jules Verne diente er als Vorlage für den Helden des Romans Mathias Sandorf. Verne entnahm auch andere Anregungen und Schauplätze aus den Schriften Ludwig Salvators.

### Forscher und Chronist des Mittelmeeres
Ludwig Salvator war es ein großes Anliegen, das Interesse der Öffentlichkeit für Landschaften zu wecken, die – wie er fand – zu Unrecht wenig bekannt waren und kaum bereist wurden. Seine Aufmerksamkeit galt weniger den klassischen Kulturzentren, sondern kleinen, unentdeckten Regionen. Die waren etwa die Inseln Paxos und Andipaxos, Ithaka, Lefkada und Zakynthos im Ionischen Meer sowie die Liparischen Inseln im Norden Siziliens, den kleinen Inseln Giglio, Ustica und Alborán und insbesondere die damals weitgehend unbekannten balearischen Inseln Mallorca, Menorca, Eivissa (Ibiza) und Formentera.
1869 erschien der erste, Kaiser Franz Joseph gewidmete Band seines aus sieben Einzelbänden in neun Folianten bestehenden, etwa 6000 Seiten umfassenden Monumentalwerkes Die Balearen. In Wort und Bild geschildert, für deren erste beiden Bände er auf der Paris Weltausstellung 1878 eine Goldmedaille erhielt. Diese Monographie enthält Beschreibungen von Tieren, Pflanzen, Meteorologie, Geschichte, Volkskunde, Architektur, Landschaftsbeschreibungen bis hin zur detailreichen Schilderung der Bevölkerung, ihrer Gebräuche, Lieder und Gedichte. 1897 erschien eine zweibändige Volksausgabe (Die Balearen. Geschildert in Wort und Bild) mit den wichtigsten Illustrationen und Texten. Sie befindet sich als Leihgabe der Geographischen Gesellschaft im Österreichischen Staatsarchiv.

### Einsatz für friedliche Völkerverständigung
Ludwig Salvator interessierte sich auch für den Fortschritt der Technik, der in den großen Weltausstellungen der damaligen Zeit dargestellt wurde. 1881 entschloss er sich, die Weltausstellung in Melbourne, Australien, zu besuchen. Den überzeugten Pazifisten begeisterte die seiner Ansicht nach friedensfördernde Wirkung solcher Großereignisse. In seinem 1911 – also drei Jahre vor Ausbruch des Ersten Weltkrieges – erschienenen Büchlein Einiges über Weltausstellungen schrieb er: „Wie viele Vorgefasste Meinungen, wie viele Vorurteile werden beim Kennen eines anderen Volkes, beim Leben in seinem Lande abgestreift. Ich behaupte, dass wenn sich die einzelnen Völker besser kennten, sie sich auch nicht anfeinden würden.“ Auch brachte er Gedanken für die Gestaltung der Weltausstellungsplätze ein, wie etwa die Forderung nach einer behindertengerechten Infrastruktur („Rollstuhleignung“).

### Freundschaft mit Kaiserin Elisabeth

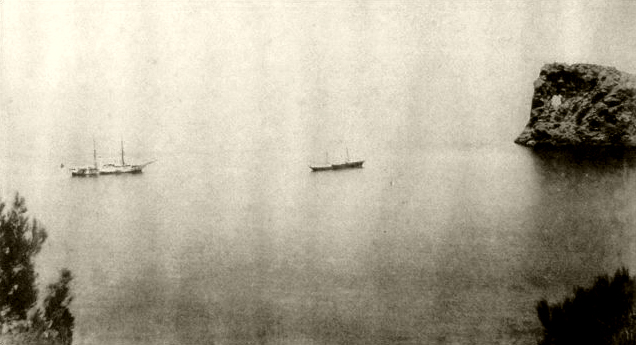
Die Schiffe Nixe und Miramar (rechts) vor dem Felsen Sa Foradada

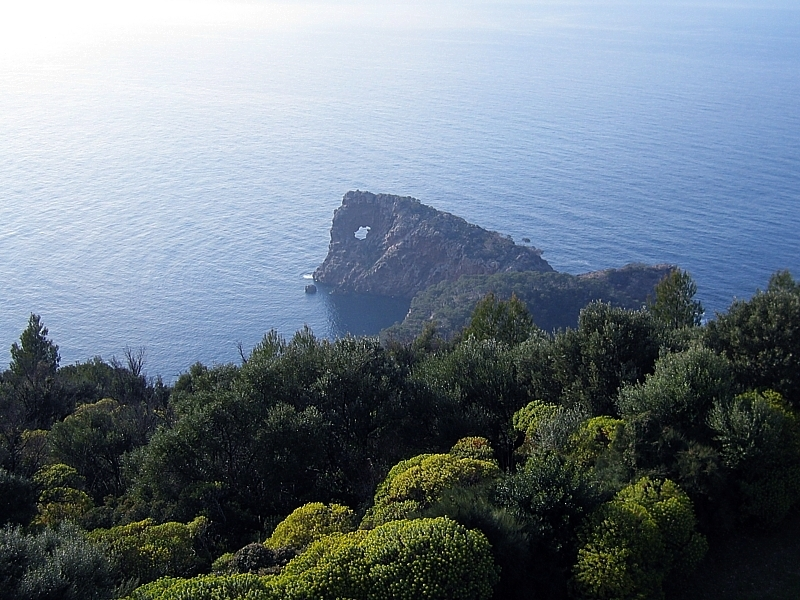
Punta de Sa Foradada von Son Marroig aus gesehen

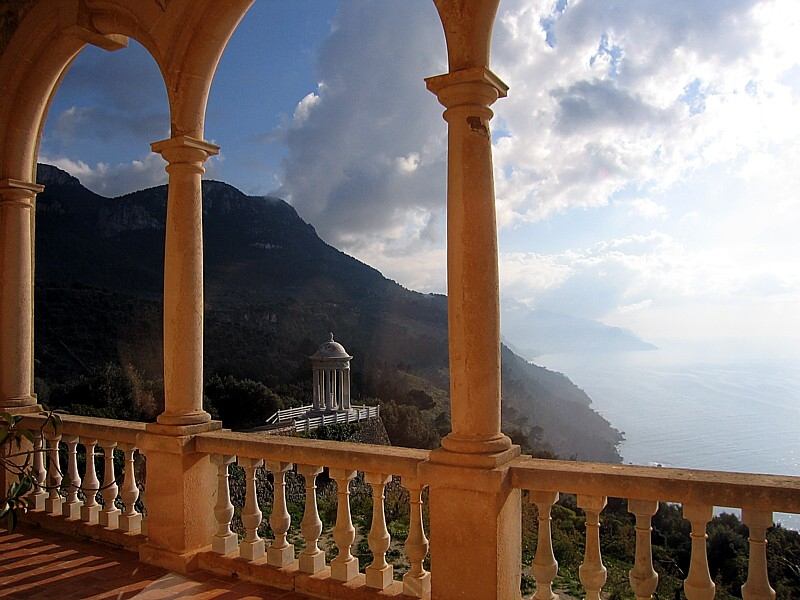
Loggia von Son Marroig

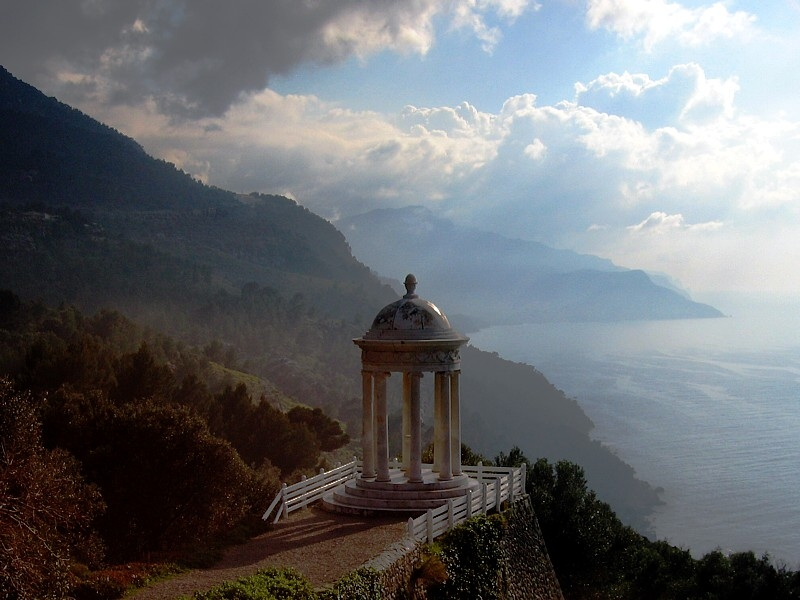
Rundtempel von Son Marroig

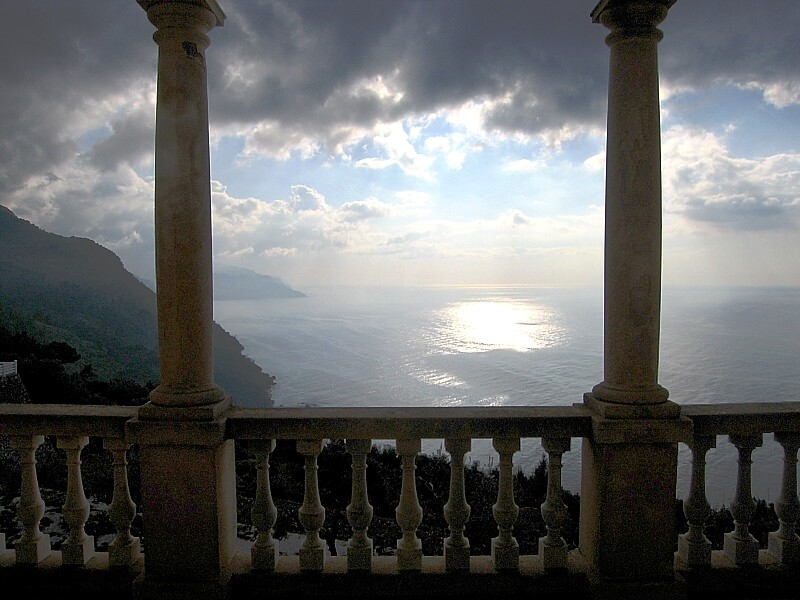
Blick von der Loggia

Ludwig Salvator war mit Kaiserin Elisabeth („Sisi“) befreundet, die den Erzherzog sehr schätzte. Sie besuchte ihn zweimal mit ihrer Yacht Miramar auf Mallorca. Besonderes Getuschel am Wiener Hof erregte ihre Abwesenheit am Heiligen Abend des Jahres 1892, ihrem 55. Geburtstag, den sie statt mit ihrem asketischen Mann mit dem Erzherzog verbrachte. „Ich hoffe, dass der dicke Luigi für Dein Wohlergehen sorgt“, telegraphierte der besorgte Kaisergemahl.

### Mallorca

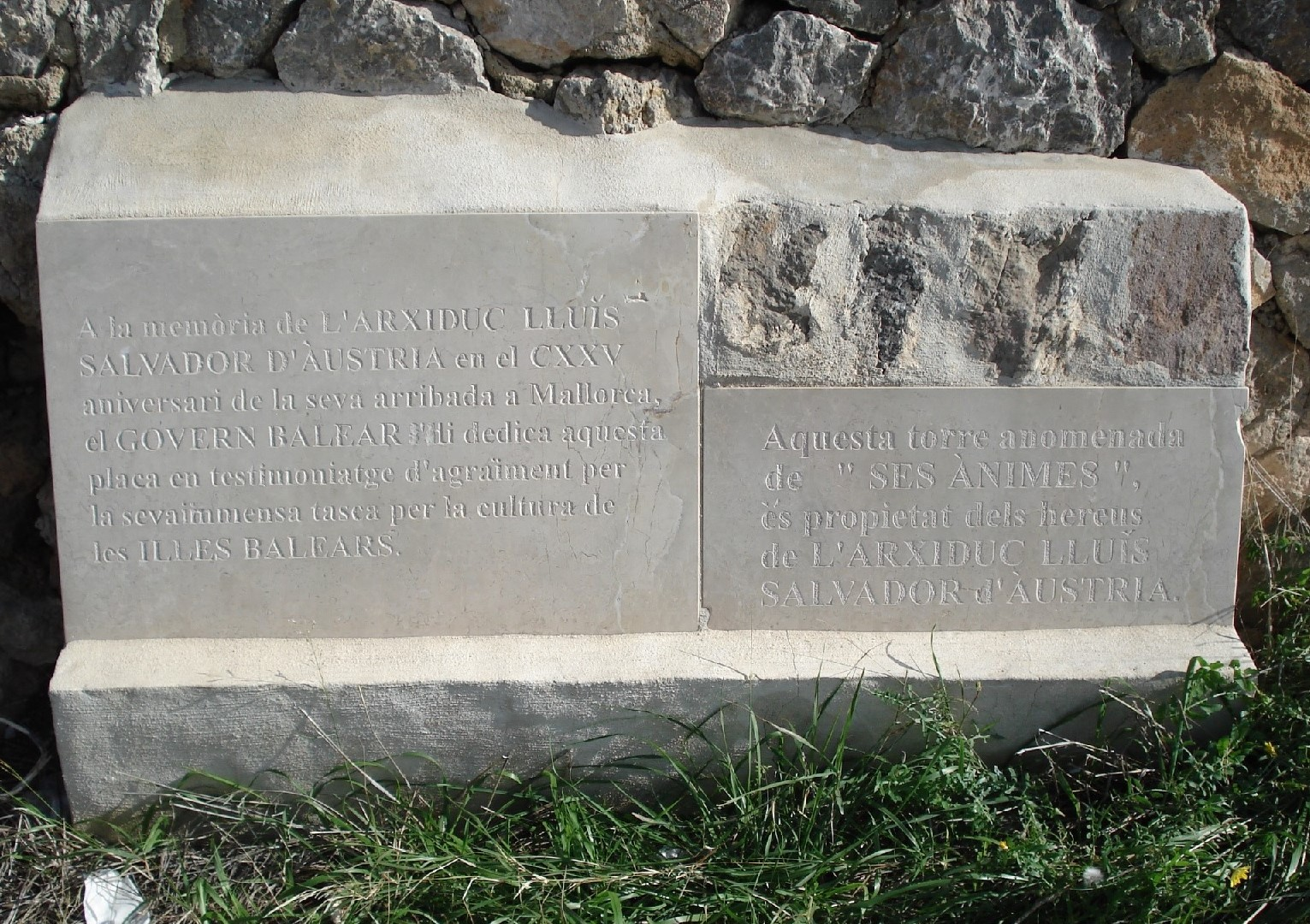
Gedenkstein für Ludwig Salvator von Österreich-Toskana am Torre des Verger (= Torre de ses Ànimes) anlässlich des 125. Jahrestages seiner Ankunft auf Mallorca

Im Sommer 1867 landete Ludwig Salvator, von Ibiza kommend, an den Küsten von Mallorca und begann mit der Sammlung und Systematisierung von Daten und Informationen über die Balearen. Das so entstandene siebenbändige Monumentalwerk Die Balearen ist auch heute noch ein zuverlässiges und genaues Zeugnis jener Epoche.
Der Erzherzog hatte auf Mallorca im Laufe von 30 Jahren sukzessive einen ganzen Küstenstrich, 16 Kilometer lang und bis zu 10 Kilometer tief, zwischen den Orten Valldemossa und Deià erworben. Auf diesem Gelände durfte kein Baum gefällt, kein Haus errichtet werden, und alle Tiere, die nicht zu Nahrungszwecken gehalten wurden, konnten hier bis zu ihrem natürlichen Tod ein ungestörtes Leben genießen.

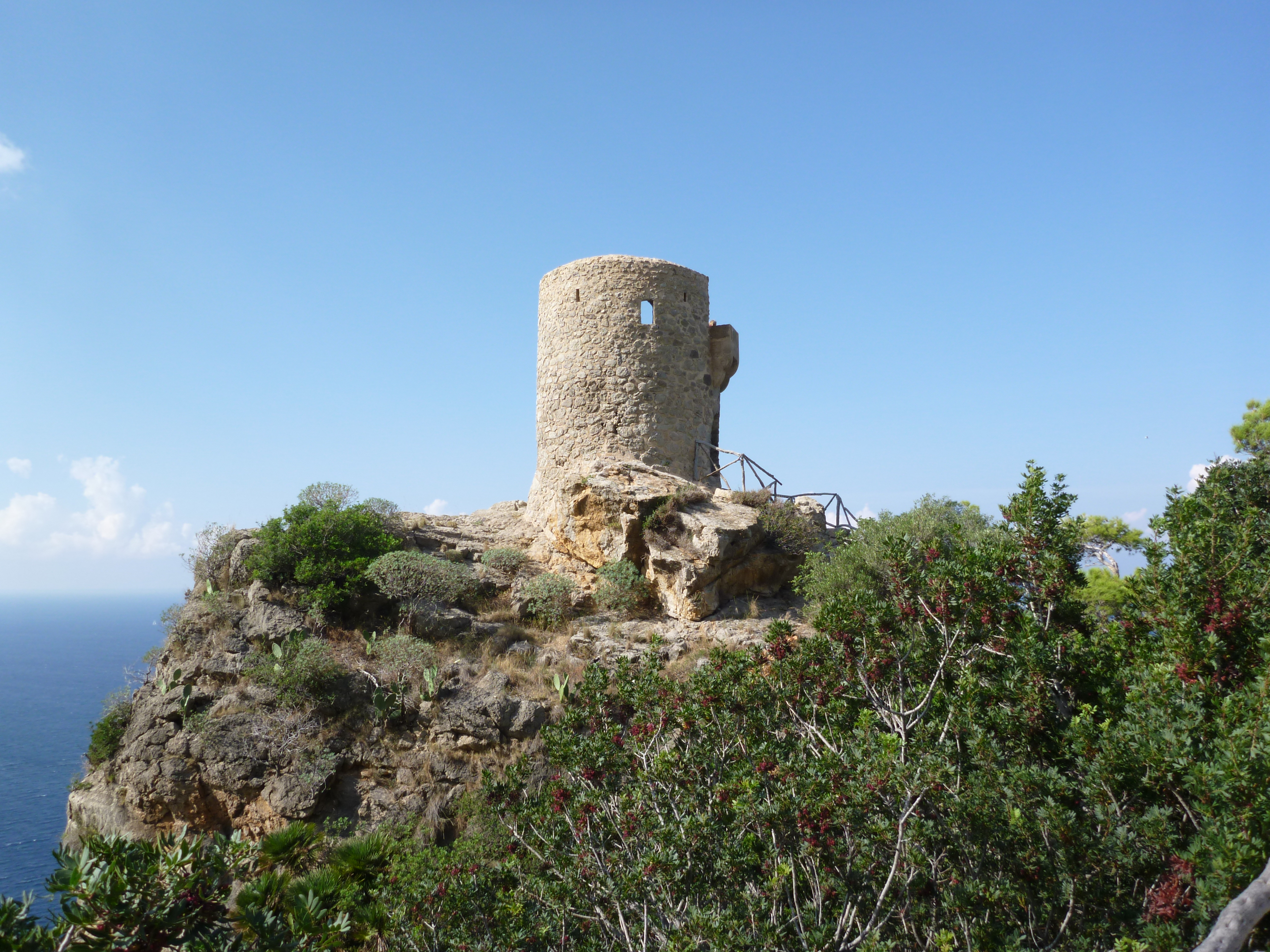
Der Torre del Verger in der Gemeinde Banyalbufar auf Mallorca – von Ludwig Salvator gekauft und instand gesetzt

Sein Hauptwohnsitz war Son Marroig, die anderen beiden größeren Güter Son Moraques und Son Miramar. Für die Touristen jener Tage, die diesen Küstenstrich erleben wollten, ließ Ludwig Salvator eigens die Hospederia „Ca Madó Pilla“ einrichten, ein Gästehaus, in dem Reisende drei Tage gratis Logis erhielten. Lediglich der „Mundproviant“ war mitzubringen. Weiters legte er ein rund 12 Kilometer langes Wegenetz bis in die Berge der Sierra del Teix an, das noch heute erhalten ist. An den schönsten Aussichtspunkten ließ er so genannte Miradores errichten, kleine Mäuerchen mit Sitzbänken, von denen aus man die Schönheit der Küste und den Sonnenuntergang bewundern konnte.

### Privates
Auf Mallorca ranken sich unzählige Legenden und Histörchen um den bis heute geschätzten Archiduque („Erzherzog“), den ungekrönten „König der Balearen“. Ludwig Salvators besonderes Markenzeichen war seine äußerst nachlässige Kleidung. Er bewegte sich lieber in der Gesellschaft einfacher Menschen, „von denen man oft mehr lernen könne als von so manchem Gelehrten“, und legte auf sein Äußeres keinen besonderen Wert. Er trug abgewetzte Anzüge oder einfachste Gewänder, hatte die Manschetten mit Spagat (österr. für Paketschnur) zusammengebunden und wurde gelegentlich, zu seiner eigenen Belustigung, für einen Schweinehirten, Matrosen, Koch oder Landarbeiter gehalten. Einmal erhielt er von einem mallorquinischen Bauern, dem er half, einen festgefahrenen Karren aus dem Morast zu ziehen, ein Trinkgeld spendiert. „Mein erstes selbstverdientes Geld“, wie er später voller Stolz erzählte. Am Wiener Hof galt er als gelehrter Sonderling und verkappter Kommunist, und man amüsierte sich sehr über seine einzige Uniform, die mit den Jahren aus allen Nähten platzte. Auf das Gespött ob seines Knitter-Looks meinte der Erzherzog jedoch gelassen: „Lieber vielfältig als einfältig!“
Viele Geschichten beschäftigen sich auch mit dem Liebesleben des Erzherzogs, der, niemals verheiratet, den Reizen beider Geschlechter und insbesondere der Schönheit der Mallorquinerinnen zugetan war. Seine zahlreichen unehelichen Kinder soll der Erzherzog wohl versorgt haben. Einen besonderen Stellenwert in diesem amourösen Kaleidoskop nimmt die Tischlerstochter Catalina Homar ein, die unter den Fittichen ihres Mentors eine exzellente Ausbildung genoss, mehrere Sprachen erlernte und zur Verwalterin seiner Weingüter avancierte. Zentrum ihres Lebens war das von Ludwig Salvator nach einem Vorbild auf den Liparischen Inseln selbstgeplante kleine Landhaus „S’Estaca“. Auf den angrenzenden Ländereien reiften unter anderem auch Malvasier-Trauben, für deren Weine der Erzherzog und seine Winzerin eine Vielzahl von Preisen bei internationalen Ausstellungen, auch in den USA, erhielten. Auf einer Reise nach Jerusalem soll sich Homar die Lepra zugezogen haben, an der sie 1905 verstarb. Heute wird das Haus „S’Estaca“ von Hollywood-Star Michael Douglas bewohnt, der ein großer Fan des Archidux ist und jüngst in Valldemossa das Infozentrum „Costa Nord“ initiiert hat.

## Werke (Auswahl)
- Der Golf von Buccari-Porto Ré. Bilder und Skizzen. Heinr. Mercy, Prag 1871 (Scan in der Google-Buchsuche).
- E. L. S.: Der Djebel Esdoum (das Salzgebirge von Sodoma). (Mit einer Kartenskizze). In: Mittheilungen der k.k. Geographischen Gesellschaft in Wien, Jahrgang 1873, Band 16, N. F. 6, S. 529–534 (online bei ANNO).
  - E. L. S.: Der Djebel Esdoum [Kartenskizze]. In: Mittheilungen der k.k. Geographischen Gesellschaft in Wien, Jahrgang 1873, Band 16, N. F. 6, S. als Beilage (online bei ANNO).
- Levkosia, die Hauptstadt von Cypern. Heinr. Mercy, Prag 1873 (Scan in der Google-Buchsuche).
- Eine Jachtreise in die Syrten. 1873 Heinr. Mercy, Prag 1874 (Scan in der Google-Buchsuche).
- Hobarttown oder Sommerfrische in den Antipoden. Heinrich Mercy, Prag 1886, DNB 363619879 (284 S., Scan in der Google-Buchsuche).
- Einige Worte über die Kaymenen. Juli 1874. Heinr. Mercy, Prag 1875 (Scan in der Google-Buchsuche).
- Eine Spazierfahrt im Golfe von Korinth. Heinr. Mercy, Prag 1876 (Scan in der Google-Buchsuche).
- Los Angeles in Südcalifornien. Eine Blume aus dem goldenen Lande. Mit Illustrationen und Karten. 2., verb. Auflage, 3. Ausgabe. Woerl, Würzburg/Wien 1885, DNB 363619887 (Scan in der Google-Buchsuche).
- Die Karawanenstraße von Ägypten nach Syrien. Würzburg 1878 (Scan der Ausgabe bei Heinr. Mercy, Prag 1879 in der Google-Buchsuche).
- Die Balearen. 7 Bände. Brockhaus, Leipzig 1869–1891, zusätzlich einige Separatabdrucke und eine zweibändige spanische Ausgabe Las Baleares (1887) sowie die deutsche Volksausgabe Die Balearen. Geschildert in Wort und Bild [gekürzte Fassung in zwei Bänden]. Leo Woerl, Würzburg/Leipzig 1897, DNB 560697430.
- Um die Welt, ohne zu wollen. 4. Auflage. Würzburg 1886; 5., billige Volksausgabe. Leo Woerl, Würzburg 1894 (Scan in der Google-Buchsuche).
- Die Liparischen Inseln. 8 Hefte. Mercy, Prag 1893–1896, DNB 560697449
- Zante. 2 Teile. Woerl, Leipzig 1904, DNB 560697457 (zu Zakynthos).
  - Allgemeiner Theil. Heinr. Mercy Sohn, Prag 1904 (Scan in der Google-Buchsuche).
  - Specieller Theil. Heinr. Mercy Sohn, Prag 1904 (Scan in der Google-Buchsuche).
- Mallorca. Die schönste Insel der Balearen, geschildert in Wort und Bild. Palma und der Westen (= Deckchair by Corso. Band 06). Corso, Ulm 2021, ISBN 978-3-7374-0767-0.
- Sommerträumereien am Meeresufer. von Neudorf, Berlin 2003, ISBN 3-934696-02-3.
  - [ergänzt durch] Ginka Steinwachs: Sommerträumereien am Meeresufer. 1912/2003 (= Passagen Literatur). Passagen, Wien 2003, ISBN 3-85165-620-2.

## Im Film
- Ein Habsburger auf Mallorca. Ludwig Salvator und der Zauber des Meeres. In: 3sat. 6. April 2021 (Filmbeschreibung zum Dokfilm von Regisseurin Rosa Maria Plattner; Video erneut verfügbar bis: 20. Mai 2024).